# Croft (Leicestershire)
Croft è un paese della contea del Leicestershire, in Inghilterra.